# Botryllophilus neapolitanus
Botryllophilus neapolitanus – gatunek widłonoga z rodziny Botryllophilidae. Nazwa naukowa tego gatunku skorupiaków została opublikowana w 2006 roku przez japońską zoolog Shigeko Ooishi.